# Уордлоу, Иэн
Иэн Уодлоу (англ. Iain Wardlaw; род. 29 июня 1985, Дьюсбери, Уэст-Йоркшир, Англия) — английский первоклассный игрок в крикет, выступающий на позициях правого и центрального бэтсмена и играющий в крикет-клубе Yorkshire Country Criket Club. Уордлоу сыграл 4 игры на турнире Twenty20 и один матч на первенство Йоркшира в 2011 году. Контракт игрока в крикет с клубом действует до конца 2012 года.
Первую игру Уодлоу в Йоркшире в 2011 году за команду Clackheaton C.C. Брэдфордской лиги. В XI чемпионате Йоркшира по крикету за вторую сборную Йоркшира, а в июле 2011 года сыграл свой дебютный матч на турнире Twenty20 против команды Ноттингемшира, где он пробил мяч через 2 калитки на расстояние 3,1 м, заработав 17 очков. Далее Уодлоу сыграл 3 матча на Twenty20, и хотя ему так и не удалось взять другую калитку, в общей сложности он пробивал мячи за 5,82 секунды.
Статус первоклассного игрока в крикет он получил в дебютном матче против Ланкашира, заработав через одну калитку 68 очков. Уодлоу в конце игры был заменён на Тима Бреснана, также рано дебютировавшего на международном турнире.